# Tőketartozás
A tőketartozás a hitelhez kapcsolódó közgazdaságtani fogalom. A tőketartozás kezdetben, egy kölcsön folyósításakor, megegyezik a folyósított pénzösszeggel. Az egyes törlesztésekkor a tőketartozás  nem a teljes törlesztőrészlettel csökken, a törlesztőrészlet ugyanis részben a kamatok, díjak, jutalékok megfizetésére való; a törlesztőrészletnek a tőketartozás törlesztésére szolgáló részét tőketartalomnak nevezik. A tőketartozás mindenkor a kamatok, díjak, jutalékok összegét nem tartalmazó, még meg nem fizetett tartozás. 

## Tőketartozás igazolás
Bank által kiadott igazolás, melyet végtörlesztés és hitelkiváltás esetén kell kérni a meglévő hitelét folyósító banktól. 
Tartalmazza az adott hitelügyletre vonatkozó és egy adott időpontban fennálló teljes tartozást[forrás?] (tőketartozás, kamat, kezelési költség, esetleges járulékos díjak, költségek) valamint ezek devizanemét.
Az igazolás vonatkozhat egy a keltezésnél későbbi dátumra is.[forrás?]
Tartalmaz továbbá egyéb információkat is, például a hitelügylet számát, a szerződő feleket, a hitelszerződés időpontját, lejáratát.